# 爆笑人生64めざせ!リゾート王
『爆笑人生64 めざせ!リゾート王』とは、タイトーが1998年12月24日に発売したNINTENDO 64専用ソフト。
『爆笑!!人生劇場』のシリーズではあるが、システム等が他シリーズと大きく異なっている。

## 概要
4人同時対戦のボードゲームタイプ。
赤色と緑色の二色のサイコロを振って出た目の合計数だけ進み、止まったマスの影響を受けながら、マップごとに設定されている目標資産を目指すゲームである。
なお、目標資産達成の他に、破産者が出てもその時点で終了となる。

## ゲームシステム
トーナメント戦と対人戦の2種類の遊び方がある。
トーナメント戦ではPC1人に対しNPC3人の4人で対戦する。
上位2者が勝ち抜きとなり、次のマップで新たなNPC2人を加えて対戦を繰り返す。
最後まで勝ち抜くと商品として隠しマップが開放になる。
対人戦ではPC4人までが対戦でき、PCが4人に満たない場合はNPCが不足人数分加わる。
トーナメント戦では目標資産と破産者の人数は固定されるが、対人戦では変更可能である。
ゲーム自体はモノポリーに似たシステムであり、サイコロの出目に応じてマスを進み、止まったマスに応じて物件の購入、株の購入、その場で効果が発生するカードを引く、銀行で周回ボーナス貰う、税金を支払う等のイベントが発生する。

## 各種マスの説明

### １．土地・物件関係マス
土地・物件関係マス所有者のいない（灰色のマスで表示される）土地・物件は、止まると購入の意思を確認される。
止まった人が買わないor買えない場合は、強制的に競売に掛けられる。
隣接するエリアの影響で地価が変動する。
ショップ開店・上位のショップへの改築、ホテル建設・上位のホテルへの改築で上昇。
ショップ売却・下位のショップへの改築、ホテル売却・下位のホテルへの改築で下落。
全ての土地・物件関係マスは基本的に地価の3倍の値段で強制買いができる。
プレイヤーの株価により、強制購入額は３倍以下や以上になる場合もある。
1. 民家（ホテル予定地） 2～4マス（番地の名称で呼ばれる土地）が1エリアになっており、マップごとのテーマにそった名称で○○1～4番地となっている。 南国タウンではココナツ1～3番地などの南国果物 ドーナツタウンではチュロス1,2番地などのお菓子 アイスタウンではうじきん1～3番地などかき氷の名前 やまびこタウンではロッキー1～3番地など世界の山脈 ふじやまタウンではももやま1～4番地など日本の時代区分 さぼてんタウンではユタ1～4番地などアメリカの州 ビバリータウンではワルツ1～4番地など音楽の系統
他人が止まるとパーキング料として料金を徴収できるが、雀の涙程度しか取れない。 同じ名前のエリアを買い占めると、自動的に合併地という一つの物件になる。
2. 合併地 同名のエリアを独占した場合に出来る。名称は「○○Av.」と表記される。（Avenueの略だと思われる） その他の基本的な効果は民家と同じ。
自分のマスに止まることでホテルを建てることができる。
3. ショップ 誰も所有していないショップに止まると購入でき、他人が止まると使用料・食事代等を徴収できる。 ホテルに出店することで、五つ星までグレードが上がる。出店は1件のホテルに異なるショップを2件まで入れられる。 既に他人のショップが2件入っている場合、お金を多く支払って他プレイヤーの店舗を無理やり立ち退かせることで自分の店を入れられる。 しかし、ホテル所有者のショップがテナントとして入っている場合、立ち退かせることは出来ない。
店ごとに特別収入・出費、来客数増加・減少、営業停止のイベントがランダムで発生する。
改築コマンドで任意のターンで別のショップに改築ができる。
4. ホテル 合併地を持っていると、自分のマスに止まった時に建築することが出来る。 他人が止まると『宿泊料×赤サイコロの目』だけ宿泊料を徴収できる。
隣接しているエリアの他人のホテルに止まった場合、宿泊料を支払ったうえで、なお資金に余裕があれば止まっているエントランス1マスを買収できる。
増資によって別館を2つ、オプション施設2つを増築しグレードを上げられる。
ショップ同様、ホテル固有のイベントの他にも、オプション単体によって発生するイベントがある。 さらに、ホテルとオプション施設の複合イベントもある。 （スクール×スライダー、パルテノン×泉など。ただし、良いイベントばかりではない。）
オプションの中にカジノ（ポーカー、スロットなど）があり、宿泊者は資金に余裕があればカジノで遊ぶことが出来る。 負ければ掛け金はホテル所有者に渡るが、勝つとホテル所有者から勝ち金を取得できる。 せっかく敵キャラクターがホテルに泊まってくれても、宿泊料分がチャラにされてしまうどころか、カジノの負け金でマイナス収入になる場合もあるので、カジノをオプションで建設する際は気を付けたい。
こちらも改築コマンドで任意に改築でき、☆５（増資ごとに☆が増え、最高☆５）のホテルを改築する場合、改築後は☆１ではなく、☆５になるまで増資したうえで改築できる。 例）ホテル・ポット☆５を改築し、ホテル・プリンセス☆５を建設する。
5. 土地・物件関係マスのまとめ

|          | 敵キャラクター停止時          | 増資                | イベント                                                                         | 改築 | 備考                                       |
| 民家     | パーキング料                  |                     | ｴﾘｱ統一時に自動的に合併地化                                                      |      |                                            |
| 合併地   | パーキング料                  | ホテル建設          |                                                                                  |      |                                            |
| ショップ | 利用料金                      | ホテル出店          | ショップごとの固有イベント                                                       | ○    |                                            |
| ホテル   | 宿泊料金 1泊料金×赤ｻｲｺﾛの出目 | 別館×2 ｵﾌﾟｼｮﾝ施設×2 | ホテルごとの固有イベント オプション施設の固有イベント ｵﾌﾟｼｮﾝ施設とﾎﾃﾙの複合ｲﾍﾞﾝﾄ | ○    | ショップ2店まで出店可 ｵｰﾅｰ店は立ち退き不可 |

### ２．特殊施設マス
銀行・証券取引所・カードマス以外は、施設があるマップとないマップが存在する。
1. 銀行 スタート地点であり、目標金額を所持しているとゴールになる。 通過するたびに周回ボーナスを基礎金額として、土地税、ホテル・ショップ収益・株式配当などを加味した金額が決算として支払われる。決算予想は、自ターンで確認することが出来る。 土地税が計算されるため、民家・合併地などの単体で収入にならない土地を多く持っていると税金がかかり、赤字決算になる場合もある。 周回ボーナス＋ホテル・ショップ収益（来客数で変動）－土地税－株式配当分（業績がいいと株主に配当）＝決算金額ピタリ到着することで、周回ボーナスが2倍もらえる。
2. 証券取引所 通過すると4人のキャラクターの名前の株を購入できる(一度に一銘柄、49株まで)。 10株売買するごとに7％株価が上昇するが、49株購入しても7％（10株分）までしか上昇しない。 逆に10株売却すると7％株価が下落する。NPCのドルくんが言うように、「10株買って9株売る」は基本である。 他にも、ショップ・ホテルの購入／増資・売却／減資（ホテルのオプション売却を指す）、ショップ・ホテルへの改築、カードによる効果、エントランス乗っ取りで変動する。
ピタリ到着することで、自分の銘柄を5株貰える。
3. チャンス/ハプニング/トラブルカード それぞれ、良い/ランダム/悪い、イベントが発生する。 保存して使うカードは存在せず、すべてその場でイベントが発生する。
4. 税務署 止まると所持金の20％を徴税される。
5. 気球屋 1マップに2ヶ所あり、もう一方の気球屋へ有料で移動できる。
6. 骨董品屋 ランダムに表示される三種類の骨董品から好きなものを購入できる。 しばらくするとオークションイベントが発生して値がつく。 ちなみに、招き猫をオークションした場合1000G以上になることもある。
7. ブキ屋 強制的に停止させるバナナか、どこかへ吹き飛ばす爆弾をマップ上のマスに設置できる。 Zボタンで地図が見られるため、確認しながら設置するとよい。 バナナは任意のマスに止まらせることが出来るため、設置方法によってはホテルに2連続宿泊させたりできる強力な罠である。
8. 病院 止まると一回休み。
9. 裁判所 トラップ被害、ショップ・ホテル乗っ取り、エントランス買収を訴えられる。サイコロを1個振り、出目が大きい方が勝ち。 訴訟費用は敗者が持ち、原告が勝てば被告から慰謝料を貰える。 貰える慰謝料の額は訴え提起時に表示される。
10. ターンテーブル 交差しているマップにある。 止まるとイベントは何もなく、進行方向が変更される。 くるりん「くるりんくるくるくるくるりーん」
11. 特殊施設出現マップ表

|                             | 南国 | ドーナツ | アイス | やまびこ | ふじやま | さぼてん | ビバリー |
| 銀行                        | ○    | ○        | ○      | ○        | ○        | ○        | ○        |
| 証券取引所                  | ○    | ○        | ○      | ○        | ○        | ○        | ○        |
| ﾁｬﾝｽ・ﾊﾌﾟﾆﾝｸﾞ・ﾄﾗﾌﾞﾙ カード | ○    | ○        | ○      | ○        | ○        | ○        | ○        |
| 税務署                      |      | ○        |        | ○        | ○        | ○        | ○        |
| 気球屋                      |      |          | ○      |          |          |          | ○        |
| 骨董品屋                    |      |          |        | ○        |          |          | ○        |
| ブキ屋                      |      |          |        | ○        | ○        | ○        | ○        |
| 病院                        |      |          |        | ○        |          | ○        | ○        |
| 裁判所                      |      |          |        |          | ○        |          | ○        |
| ターンテーブル              |      |          |        |          |          | ○        |          |

## 特殊キャラクター
ゲーム中、特殊NPCが現れる場合がある。
特殊NPCはホテル・ショップに止まると、キャラの性質に応じてイベントが発生する。

|          | ホテル・ショップ停止時の効果                                                                            |
| 王様     | 料金収入                                                                                                |
| ペテン師 | 料金収入の半額を盗まれる 「たいへん、たいへん。なんかわからないけど、たいへんだー」（棒）               |
| スター   | 来客数増加                                                                                              |
| ゴキブリ | 来客数減少                                                                                              |
| 建設業者 | ホテルのエントランス移動 （通常不可能である自ホテルから自ホテルへのエントランス移動を行う場合もある。） |
| 怪獣     | ホテルの施設破壊 （ホテル規模が小さいとヤル気が出ないので破壊しない。規模が大きいと破壊する。）         |